# ريد نيلسون
ريد نيلسون (بالإنجليزية: Red Nelson)‏ هو لاعب كرة قاعدة أمريكي، ولد في 19 مايو 1886 في Cleveland, Florida ‏ في الولايات المتحدة، وتوفي في 26 أكتوبر 1956 في سانت بيترسبرغ في الولايات المتحدة.

## وصلات خارجية
- ريد نيلسون على موقعبيزبول رفرنس.كوم (الدوري الرئيسي) (الإنجليزية)
- ريد نيلسون على موقعبيزبول رفرنس.كوم (الدوري الثانوي) (الإنجليزية)